# آي إل سي دي
آي إل سي دي (ILCD) (عارض الخلايا الضوئية) هو جهاز تم تطويره بواسطة فريق بحثي من جامعة بلنسية التقنية يضم مهندسًا بيولوجيًا درس في معهد ماساتشوستس للتقنية وطلابًا جامعيين من جامعة بلنسية، بالإضافة إلى عدد من أعضاء هيئة التدريس والباحثين من جامعات أخرى مثل مانويل بوركار من جامعة بلنسية وبيدرو دي كوردوبا من جامعة بلنسية التقنية وإيميليو نافارو من جامعة مالقة.
يعتمد الجهاز على خلايا الخميرة التي تظهر في بروتين الأكورين الحساس للتغييرات التي تحدث في الكالسيوم داخل الخلايا. فور التعرض لتحفيز كهربائي، تنشأ موجة كالسيوم عابرة داخل خلايا الخميرة ثم يتم نقل هذه الموجة وتحويلها إلى إشارة ضوئية يمكن قياسها. وينتج من ذلك مجموعة من الأقطاب الكهربائية المتعددة حول مستعمرة من خلايا الخميرة
بفضل التحكم الإلكتروني والمقياس الزمني للثواني، يُعد الجهاز واحدًا من أول نماذج الأجهزة الإلكترونية الحيوية القادرة على تحقيق اتصال مزدوج الاتجاه بين أي حاسب آلي وأي نظام حي. كما يُعد أيضًا واحدًا من أول نماذج تصميم الدوائر البسيطة في علم الأحياء التركيبي التي تعمل وفق ترتيبات للحجم لها مقياس زمني أسرع من الأنظمة الأخرى القائمة على التعبير الجيني. وتُعد الاستجابة السريعة للمحفز شيءًا أساسيًا لا يمكن الاستغناء عنه في العديد من الاستعمالات مثل الاستشعار البيولوجي أو التقانة الطبية أو الإلكترونيات الحيوية - السابق ذكرها.
حاز المشروع على المرتبة الثالثة في المسابقة الدولية للآلات المعدَّلة وراثيًا عام 2009.

## وصلات خارجية
- Official website